# Заречненский сельский совет (Тростянецкий район)
Заречненский сельский совет (укр. Зарічненська сільська рада) — входит в состав
Тростянецкого района
Сумской области
Украины.
Административный центр сельского совета находится в 
с. Заречное
.

## Населённые пункты совета
- с. Заречное
- с. Лучка